# Sequestro e omicidio di Nissim Toledano
Il rapimento e l'omicidio di Nissim Toledano iniziarono il 13 dicembre 1992, quando una squadra di Hamas rapì il sergente maggiore della polizia di frontiera israeliana Nissim Toledano a Lod. I rapitori chiesero il rilascio del leader di Hamas, lo sceicco Ahmed Yassin, e uccisero Toledano.

## Contesto
Nel 1987, durante la Prima intifada, Hamas effettuò il suo primo attacco contro Israele in cui due soldati israeliani furono rapiti e uccisi. Le forze di difesa israeliane arrestarono immediatamente il fondatore di Hamas, lo sceicco Ahmed Yassin, e lo condannarono all'ergastolo per aver ideato attacchi terroristici. Hamas iniziò quindi a pianificare la cattura di un soldato israeliano per chiedere il rilascio di Yassin in uno scambio.

## Rapimento ed uccisione
Verso le 4:30 del mattino, il 13 dicembre 1992, una squadra di militanti di Hamas rapì a Lod il sergente maggiore Nissim Toledano, 29 anni, poliziotto di frontiera israeliano, mentre usciva di casa per svolgere il suo lavoro amministrativo.
Nello stesso giorno Hamas chiese che lo sceicco Ahmed Yassin fosse rilasciato il giorno stesso entro le 21:00 in cambio di Toledano, minacciando di uccidere quest'ultimo. Israele  rifiutò di negoziare fino a quando non avesse ricevuto la prova che Toledano era vivo e vegeto.
Due giorni dopo, il 15 dicembre 1992, il corpo di Toledano fu scoperto vicino all'insediamento israeliano in Cisgiordania Kfar Adumim. Il corpo di Toledano venne trovato legato e accoltellato. I risultati patologici indicarono che Toledano era stato assassinato da 2 a 6 ore dopo la scadenza dell'ultimatum. Inoltre, i risultati indicarono che lo strangolamento e le ferite da taglio non erano state eseguite nel luogo in cui era stato scoperto il corpo di Toledano.

## Conseguenze
Pochi mesi dopo l'evento, l'IDF arrestò i rapitori e gli assassini di Toledano. Erano Mahmoud Issa, Majid Abu Qatish, Mahmoud Atwan e Musa al-Akari. Furono processati e condannati all'ergastolo. Mahmoud Issa fu tenuto in isolamento per 10 anni. Quando fu portato fuori dall'isolamento, aveva trascorso più tempo in isolamento e gli erano state rifiutate le visite con i familiari più a lungo di qualsiasi altro prigioniero palestinese.
Dopo l'omicidio, furono arrestati circa 1.200 fondamentalisti palestinesi, per lo più membri di Hamas e della Jihad islamica palestinese, compresi 22 membri delle Brigate Izz al-Din al-Qassam. Per aggravare i danni alle strutture di Hamas e ai suoi membri, Israele decise di espellere 415 membri di Hamas in Libano per un periodo di due anni.
Il 17 dicembre 1992, Israele espulse 415 personalità di spicco di Hamas e della Jihad islamica a Marj al-Zohour nel sud del Libano, oltre la Zona di sicurezza israeliana. Tra gli espulsi più importanti c'erano Mahmud al-Zahar, Abd al-Aziz Rantisi, Isma'il Haniyeh, Said Siam Izz El-Deen Sheikh Khalil, Abbedallah Qawasameh, Aziz Duwaik e Nayef Rajoub.